# Дракон в поисках дома
«Дракон в поисках дома» (яп. ドラゴン、家を買う。 Дорагон, иэ о кау.) — фэнтезийная манга, написанная Каво Тануки и проиллюстрированная Тёко Аей. Она выходила в журнале Monthly Comic Garden издательства Mag Garden с декабря 2016 по декабрь 2022 года. На её основе в апреле 2021 года состоялась премьера аниме-сериала студии Signal.MD.
Манга была лицензирована и выпускается на русском языке «Истари комикс».

## Сюжет
Молодой алый дракон по имени Летти оказывается выставлен из дома своим отцом, чтобы наконец вырасти и научиться быть драконом. Летти в отличие от своих собратьев имеет очень низкие статы и довольно слаб. Первым делом он решает найти себе новый дом, а для этого по совету окружающих находит Диарию — эльфийского князя тьмы, известного архитектора и агента по недвижимости. Диария берётся за поиск идеального жилья для Летти, и вместе они посещают и осматривают различные дома.

## Персонажи
- Летти (яп. レティ Рэти) — молодой алый дракон, довольно смирный и слабый. После того, как семья выставила его за дверь, находится в поисках нового дома, где он мог бы чувствовать себя в безопасности. Характер Летти получил противоположные отзывы критиков: некоторые сочли его наивно милым, другие же — раздражающим своим постоянным нытьём[3][4].

Сэйю: Сюн Хориэ
- Диария (яп. ディアリア Диариа) — эльф, князь тьмы, умелый архитектор, знакомый с рынком недвижимости. Берётся за поиск идеального дома для Летти и сопровождает его при осмотре потенциальных объектов.

Сэйю: Кайто Исикава
- Пи (яп. ピーちゃん Пи-тян) — птенец-хрёсвельг. Летти находит его на льдине ещё яйцом, и когда Пи вылупляется, то принимает дракона за своего отца. В итоге Летти начинает заботиться о нём как о собственном сыне.

Сэйю: Сиори Идзава
- Нелл (яп. ネル Нэру) — упрямая принцесса людей, сбежавшая из дома из-за того, что её отец съел её сладости. Летти и Диария случайно спасают её из плена, и она решает путешествовать вместе с ними.

Сэйю: Мисато Фукуэн

## Медиа

### Манга
Манга была написана Каво Тануки и проиллюстрирована Тёко Аей. Она выходила в журнале Monthly Comic Garden издательства Mag Garden с 5 декабря 2016 по 5 декабря 2022 года. Всего вышло девять танкобонов.
Манга лицензирована в Северной Америке Seven Seas Entertainment, и «Истари комикс» — в России.
| № | Японское издание     | Японское издание       | Русское издание       | Русское издание        |
| № | Дата публикации      | ISBN                   | Дата публикации       | ISBN                   |
| - | -------------------- | ---------------------- | --------------------- | ---------------------- |
| 1 | 10 июля 2017 г.      | ISBN 978-4-80-000702-5 | Апрель 2019 года      | ISBN 978-5-907014-43-5 |
| 2 | 10 января 2018 г.    | ISBN 978-4-80-000741-4 | 13 сентября 2021 года | ISBN 978-5-907340-23-7 |
| 3 | 10 августа 2018 г.   | ISBN 978-4-80-000790-2 | 30 июля 2022 года     | ISBN 978-5-907340-82-4 |
| 4 | 10 апреля 2019 года  | ISBN 978-4-80-000843-5 | 20 апреля 2024 года   | ISBN 978-5-907775-21-3 |
| 5 | 10 октября 2019 года | ISBN 978-4-80-000902-9 |                       |                        |
| 6 | 9 мая 2020 года      | ISBN 978-4-80-000968-5 |                       |                        |
| 7 | 9 апреля 2021 года   | ISBN 978-4-80-001068-1 |                       |                        |
| 8 | 9 декабря 2021 года  | ISBN 978-4-80-001155-8 |                       |                        |
| 9 | 6 октября 2022 года  | ISBN 978-4-80-001255-5 |                       |                        |

### Аниме
В пятом томе манги, вышедшем 10 октября 2019 года, появилось сообщение о выходе аниме-адаптации. Сериал снимается студией Signal.MD, режиссёром выступает Харуки Касугамори, а Сиори Асука и Су Сии — дизайнерами персонажей. Кёхэй Мацуно написал музыку к аниме. Премьера сериала состоялась 4 апреля 2021 года на каналах Tokyo MX, ytv и BS Fuji. Масаёси Оиси исполнил начальную тему «Roll-playing», а Non Stop Rabbit — завершающую «Shizuka na Kaze» (яп. 静かな風 сидзука на кадзэ, «Тихий ветерок»).
На территории Северной Америки сериал лицензирован сервисом Funimation, на русском языке — Wakanim.

## Критика
Рисунок Айи бросается в глаза, он отлично сочетает мультяшные эмоции и реализм. В нём прослеживается тщательная детализация всех изображений, что особенно важно для истории, в которой персонаж осматривает различные дома. Стиль рисунка оказался отлично перенесён в сериал, но анимация заметно ограничена.
В общем произведение является фэнтезийной комедией и вовсю использует стереотипы жанра, заигрывая с ними. Основу юмора манги составляют трусость Летти и ужасно неподходящие ему дома, предлагаемые Диарией. Неудачными обзорщик считает шутки про современную культуру и технологии, разрушающие построенный фэнтезийный мир.